# 3991 Basilevsky
3991 Basilevsky (1987 SW3) là một tiểu hành tinh vành đai chính được phát hiện ngày 16 tháng 9 năm 1987 bởi Bowell, E. ở Flagstaff (AM).